# Hotet (roman)
Hotet (The Overlook) är en kriminalroman från 2007, skriven av Michael Connelly. Den publicerades först som en serie i New York Times.

## Handling
Harry Bosch är tillbaka med sitt första fall sedan han lämnade enheten för gamla ouppklarade fall. Kort efter att Bosch blivit utkallad på fallet förstår han att det kan ha konsekvenser för hela nationen. Mordoffret hade tillgång till radioaktiva substanser. Homeland Security och FBI (Rachel Walling) blandar sig i fallet, och hotar att manövrera bort Harry Bosch. Nu gäller det inte bara att hitta mördaren, utan även att få behålla fallet.